# Matisyahu
Matisyahu (né à West Chester, en Pennsylvanie, 1979) est un artiste de reggae américain. Étroitement liés à la culture reggae, ses textes utilisent des thèmes spirituels qui découlent de son judaïsme hassidique. Matisyahu est la source hébraïque du prénom Matthieu (Matthew).

## Biographie

### Enfance
Né Matthew Paul Miller le 30 juin 1979 - soit le 5 tammouz 5739, selon le calendrier hébraïque - à West Chester (Pennsylvanie). Peu de temps après, sa famille s'installe à Berkeley (Californie) et plus tard à White Plains (New York). À 14 ans, Matisyahu commence à vivre la vie d'un hippie : il était fan de Grateful Dead, il a grandi avec des dreadlocks, il jouait du bongo et apprend même à imiter une boîte à rythmes à partir de bureaux au fond de la classe. Après avoir brûlé son cours de chimie mais surtout prenant conscience qu'il n'était pas fait pour l'école, Matisyahu décide d'aller à un voyage de camping au Colorado. Dans les Rocheuses, loin de la vie urbaine à White Plains, Matisyahu dit avoir découvert Dieu.
Matisyahu a été membre puis a quitté la communauté hassidique Loubavitch dans la section de Crown Heights de Brooklyn à New York ; une communauté rendue célèbre par son leader spirituel, le rabbin Menachem Mendel Schneerson.
Matisyahu vient d'une famille juive non orthodoxe. Il le devient vers 2001 et commence à jouer avec le groupe juif Pey Dalid. Matisyahu s'instruit intensivement au Hadar Hatorah, une yeshiva pour les nouveaux croyants du judaïsme orthodoxe. Il y écrit et enregistre son premier album alors qu'il est encore étudiant.

### Reconnaissance publique
Après une courte période d'excitation autour du phénomène, Matisyahu connait un vrai succès auprès du grand public avec la représentation live de King Without a Crown, qui l'a fait pénétrer dans le top 10 ; une vidéo et un album produit par Bill Laswell est sorti le 7 mars 2006 aux États-Unis.
Ses fans sont de différentes origines religieuses, ethniques mais aussi au niveau du mode de vie. Matisyahu était aussi connu pour ne pas faire de représentations les vendredis soir et samedis, puisque travailler le jour du shabbat est interdit aux juifs.
Le 13 décembre 2011, il publie sur Twitter une photographie de lui sans barbe, puis en juin 2012, une vidéo promouvant son nouveau titre Sunshine le fait apparaître sans kippa.
En août 2015, il a été tout d’abord déprogrammé du festival de reggae Rototom Sunsplash, du 15 au 22 août à Benicassim, près de Valence (Espagne) à la suite de l'action du mouvement BDS (Boycott, désinvestissement et sanctions), qui, lui reprochant une série de prises de position favorables à la politique israélienne (dont le fait d'avoir participé en mars 2015 au concert politique de l'AIPAC, lobby américain pro-israélien, proche du Likoud) lui demandait de condamner la politique israélienne, ce qu'il refuse. Devant les protestations du ministère espagnol des Affaires étrangères et de l'Ambassade d'Israël à Madrid, il a été reprogrammé par les organisateurs du festival, avec leurs excuses. Il interprétera alors son célèbre titre Jérusalem, chanson d'espoir et de paix dont les paroles décrivent le lien entre le peuple juif et la terre d'Israël, devant une foule agitant des drapeaux palestiniens[réf. nécessaire].

## Origines du nom deMatisyahu
Matisyahu se réfère au leader hasmonéen, Mattathias (en grec), qui initia la révolte contre l'armée séleucide durant le IIe siècle avant l'ère chrétienne. Matisyahu Miller a été nommé ainsi lors de sa Brith milah à l'âge de huit jours.

Il était appelé par son nom anglais Matthew jusqu'à ce qu'il reprenne son nom hébreu quand il commença à se tourner vers le mouvement Chabad Loubavitch. Matthew est la traduction hébraïque de Matityahu qui signifie « don de Dieu ». 'Matisyahu' en est la prononciation yiddish.

## Sa musique

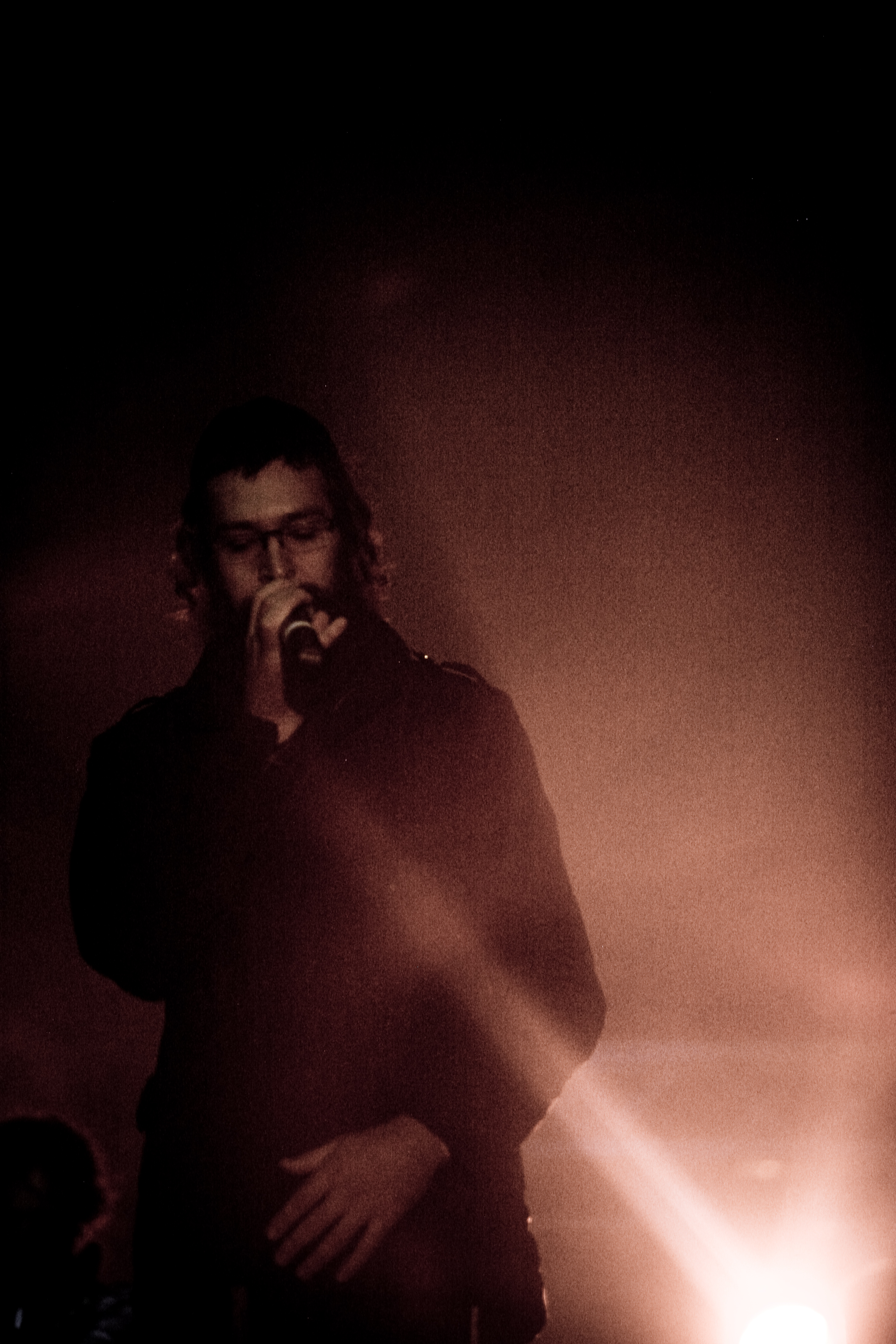
Matisyahu en concert, photographié par Kris Krug.

### Influences et caractéristiques musicales
Il compte parmi ses inspirations Bob Marley, Phish et le rabbin Shlomo Carlebach. Il lui arrive parfois d'inviter sur scène Kenny Muhammad, un beatboxer musulman. Il a également collaboré avec Akon, musulman lui aussi.
Son style suit les lignes traditionnelles des racines rythmiques Rasta combinées avec du son dub. On peut aisément le comparer au style culturel de Buju Banton, Sizzla, Capleton ou Junior Kelly mais avec un message rythmique semblable à Luciano, Bushman ou Everton Blender, et avec les lignes de basse ou la respiration des phrases musicales de Barrington Levy. Certains morceaux plus mélodieux se rapprochent aussi des premières productions de Jimmy Cliff.
La production des pistes s'inspire clairement du dub lorsqu'elle fait penser à des artistes tels King Tubby, Augustus Pablo ou Linval Thompson. On peut aussi trouver des similarités avec la Foundation Sound de la fin des années 1970 et des années 1980, ainsi qu'avec Morgan Heritage.
Cependant, il mélange dans un style contemporain rap et human beatbox de la même façon que Sublime, avec le style Hazzan traditionnel des chanteurs juifs hassidiques.
La majorité des chansons sont totalement en anglais avec quelques mots d'hébreu et de yiddish éparpillés.

### Son groupe
Depuis son premier album paru en 2004, Matisyahu se produit en studio comme sur scène avec le backing-band Roots Tonic composé de Aaron Dugan, Josh Werner et Jonah David.
Soulignons que l'amitié de Matisyahu avec le chanteur Trevor Hall a donné lieu à une étroite collaboration dans l'écriture de ses chansons, mais aussi à des concerts et duos.

## Discographie
- Shake Off the Dust... Arise (2004) CD
- Live at Stubb's (2005) CD enregistrement Live
- Youth (2006) CD
- Youth Dub (2006) CD versions dub de Youth
- No Place to Be (2006) CD remixes
- Light (2010) CD
- Live at Stubb's Vol.2 (2011) CD enregistrement Live
- Spark Seeker (2012) CD
- Akeda (3 juin 2014)[10]
- Release the Bound (2016) EP Digital

## Filmographie
- Possédée (2012)